# 鳥取市立湖南学園
鳥取市立湖南学園（とっとりしりつ こなんがくえん）は、鳥取県鳥取市六反田にある義務教育学校。

## 概要
2006年4月1日から「鳥取市湖南小中一貫教育特区」の研究開発推進学校として鳥取市立湖南学園小学校と鳥取市立湖南学園中学校とは小中一貫教育を行っていた。
2018年、両校を統合し、義務教育学校として開校した。

## 沿革
- 2018年（平成30年）4月1日 開校

## 学校教育目標
心身を鍛え、知を磨き、ふるさとに誇りをもつ児童生徒の育成

## 通学区域
- 鳥取市
  - 大畑、金沢、瀬田蔵、双六原、長柄、福井、洞谷、松原、御熊、三山口、妙徳寺、矢矯、吉岡温泉町、六反田[3]

## 学区周辺
- 湖山池（日本一の大きな池）
- 毛無山
- 吉岡温泉

## 卒業生
- 川口和久（元プロ野球選手）
- 小林竜一（ボブスレー選手 トリノ五輪、バンクーバー五輪代表）

## 交通アクセス
- 西日本旅客鉄道（JR西日本）鳥取駅から日ノ丸自動車 吉岡線（路線番号：50・51）あるいは湖岸線（路線番号：45・45H）にて湖南学園前バス停下車